# Сидоренко Михайло Федорович
Миха́йло Фе́дорович Сидоре́нко (12 липня 1902, Сидорівщина — 5 жовтня 1989) — український вчений-садівник, кандидат сільськогосподарських наук (з 1948 року), Герой Соціалістичної Праці, директор Мелітопольської дослідної станції садівництва.

## Біографія
Народився 29 червня (12 липня) 1902 року на хуторі Сидорівщині (тепер село Великобагачанського району Полтавської області) в селянській родині. Українець. Трудову діяльність розпочав в 1914 році наймитом. З 1921 по 1924 рік навчався в сільськогосподарській професійній школі в селі Красногорівці того ж району. Член ВКП(б) з 1927 року. З 1928 по 1932 рік навчався в Полтавському плодово-ягідному інституті. Отримавши спеціальність «агроном-організатор плодово-ягідного господарства», був призначений на посаду директора Мелітопольської дослідної станції садівництва.
Брав участь в німецько-радянській війні. Був заступником командувача Північно-Кавказьким фронтом з політичної частини.
У жовтні 1945 року за особистим клопотанням М. С. Хрущова був демобілізований і відновлений на колишній посаді. У 1947 році, на базі дослідної станції, заснував однорічну школу садівників, директором якої був впродовж 30 років. В 1948 році захистив кандидатську дисертацію.
У 1955 році був делегатом XIV Міжнародного конгресу з садівництва в Голландії, в 1972 році — Міжнародного конгресу з вишні та черешні в Італії.
У 1972 році очолив створений ним в Інститут зрошуваного садівництва Української аграрної академії наук. В останні роки був науковим консультантом інституту.
Помер 5 листопада 1989 року. Похований у Мелітополі на Новому кладовищі.

## Наукова діяльність
У 1956 році вчений почав займатися селекцією персика, створив гібридний фонд і передав у державне випробування дев'ять сортів персика — «Червневий ранній», «Серпневий», «Янтарний», «Сонячний», «Райдужний», «Таврія», « Приазовський», «Запорізький», «Транспортабельний». Крім того був співавтором ще 28 сортів персика, з них такі відомі сорти, як «Мелітопольський ясний» і «Золотистий» районовані в Україні. Створені за участю вченого сорти персика «Серпневий» і «Новинка степу» отримали золоті медалі на міжнародних виставках.
Опублікував більше 120 наукових, науково-популярних та публіцистичних праць. Автор книг «Черешня», «Сади в степах запорізьких».

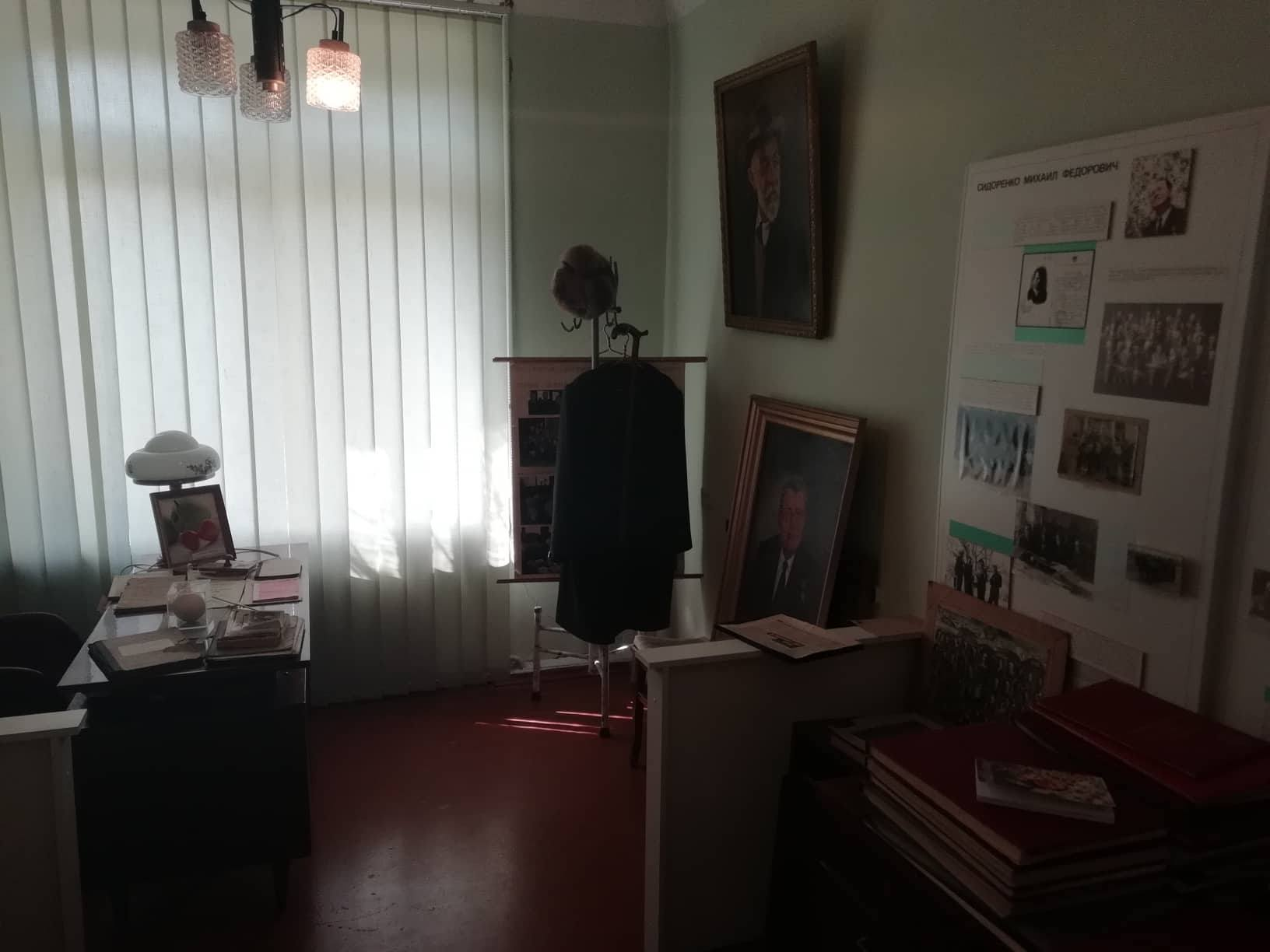

## Відзнаки
Указом Президії Верховної Ради СРСР від 8 квітня 1971 року за великі успіхи, досягнуті в розвитку сільського господарства та виконанні п'ятирічних планів виробництва і продажу державі продуктів землеробства і тваринництва, Сидоренко Михайлу Федоровичу присвоєно звання Героя Соціалістичної Праці з врученням ордена Леніна і золотої медалі «Серп і молот».
Нагороджений двома орденами Леніна, двома орденами Трудового Червоного Прапора, орденом Вітчизняної війни 1-го ступеня, медалями.
Крім того відзначений чотирма золотими і п'ятьма срібними медалями ВДНГ СРСР, золотими медалями міжнародних виставок. Заслужений агроном УРСР (1962), заслужений діяч науки УРСР (1962).

## Вшанування пам'яті

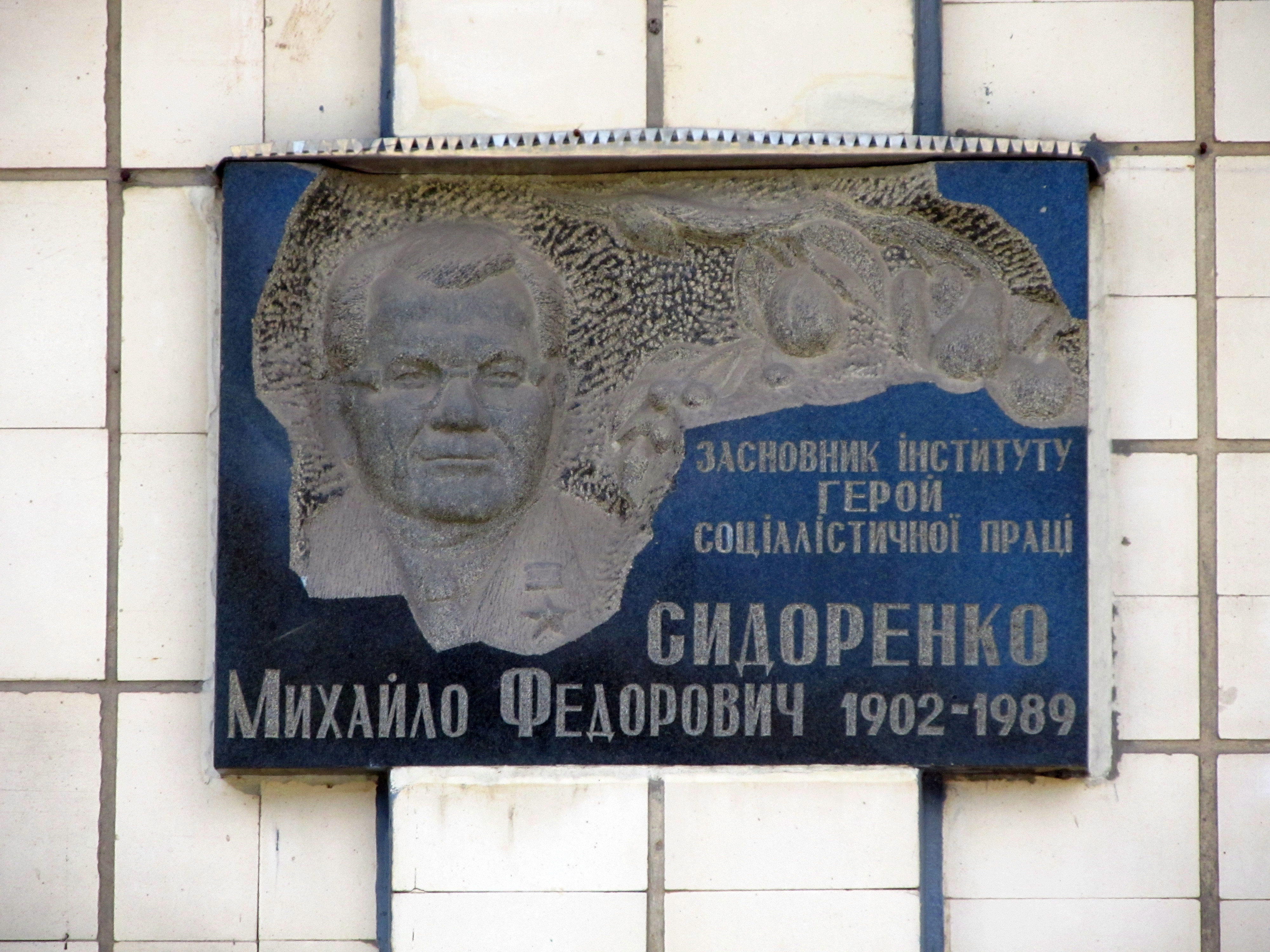
меморіальна дошка

Мелітопольська дослідна станція садівництва, якою керував Сидоренко, тепер носить його ім'я. На її будівлі встановлено меморіальну дошку.
Іменем Михайла Сидоренка названа невелика вулиця в Мелітополі, розташована за 300 метрів від садстанціі.